# Jauldes
Jauldes település Franciaországban, Charente megyében. Lakosainak száma 832 fő (2022. január 1.). Jauldes Agris, Anais, Aussac-Vadalle, Brie, Coulgens, La Rochette és Tourriers községekkel határos.

## Népesség
A település népessége az elmúlt években az alábbi módon változott:
| Lakosok száma | 542  | 577  | 606  | 701  | 772  | 779  | 801  | 813  | 816  | 832  |
|               | 1968 | 1982 | 1990 | 2006 | 2013 | 2015 | 2017 | 2019 | 2020 | 2022 |